# Ogre
För andra betydelser, se Ogre (olika betydelser).
Ogre (litauiska: Uogrė, tyska: Oger) är en stad och huvudort i Ogre kommun i det historiska landskapet Vidzeme (Livland) i Lettland med 27 097 invånare (2010) på en yta på 13,58 km².
Staden omnämns första gången 1206. Orten fick en uppgång i samband med anläggandet av järnvägen Riga-Daugavpils vid staden 1861. Den första järnvägsstationen byggdes dock 1859. Den är sedan restaurerad eftersom huset förstördes under 2:a världskriget. Dock finns en sidobyggnad på plattform 2 kvar sedan början av 1900-talet. Ogre fick stadsrättigheter 1929. 
Ogre är en liten charmig stad som ligger alldeles invid floden Daugava som rinner ner till Riga. Dess tidiga 1900-talhistoria bygger på en enda gata - Brivibas iela (Frihetsgatan). På denna gata finns de flesta av stadens gamla hus från 1895 och till 1930-talet. Där kan man se de gamla affärerna som nu omvandlats till modernare men fortfarande affärer. 
Det finns ett litet museum – Vestures un Makslas Muzejs (historiska museet) – som innehåller Ogres historia. Där betonas framför allt ortens betydelse som hälsoort för sina skogar och rena luft.
Trots stadens litenhet finns åtta sjukvårdsinrättningar varav tre sjukhus. Det finns också fyra kyrkor - en ortodox, en katolsk, en luthersk och en baptistisk.
Ogre ligger 21 meter över havet och terrängen runt Ogre är platt. Runt Ogre är det mycket glesbefolkat, med 6 invånare per kvadratkilometer. Ogre är det största samhället i trakten. I omgivningarna runt Ogre växer i huvudsak blandskog.